# Juan Bautista Azopardo
Juan Bautista Azopardo (Senglea, Malta, 19. veljače 1772. – Buenos Aires, 23. listopada 1848.) bio je malteški gusar i vojnik koji se borio pod raznim zastavama kao što su: Nizozemska, Španjolska i Argentina. 
Kao mladić je studirao brodogradnju francuskog arsenala u Toulonu. Služio je u francuskoj i britanskoj floti, u potonjoj pod zapovjedništvom admirala Johna Jervisa. Kasnije je služio kao gusar za potrebe Nizozemske, a kasnije za Španjolsku protiv Engleske. U Argentini borio se u ratu protiv Brazila.
Juan Bautista Azopardo umro je 23. listopada 1848. u Buenos Airesu.
Obelisk visine 26 metara u mramoru, podignut je u sjećanje na pomorsku bitku San Nicolas, a u sklopu obeliska su i posmtni ostaci Juana Bautiste Azoparda.